# Spring Lake Park
La ville américaine de Spring Lake Park est située dans les comtés d’Anoka et Ramsey, dans l’État du Minnesota. Sa population s’élevait à 6 412 habitants lors du recensement de 2010.

## Géographie
Selon le Bureau du recensement des États-Unis, la ville s'étend sur 5,36 km2.

## Démographie
| Groupe            | Spring Lake Park | Minnesota | États-Unis |
| ----------------- | ---------------- | --------- | ---------- |
| Blancs            | 83,7             | 85,3      | 72,4       |
| Asiatiques        | 5,1              | 4,0       | 4,8        |
| Afro-Américains   | 3,8              | 5,2       | 12,6       |
| Métis             | 3,6              | 2,4       | 2,9        |
| Autres            | 3,0              | 2,0       | 6,4        |
| Amérindiens       | 0,9              | 1,1       | 0,9        |
| Total             | 100              | 100       | 100        |
|                   |                  |           |            |
| Latino-Américains | 5,9              | 4,7       | 16,7       |

Selon l'American Community Survey, pour la période 2011-2015, 83,42 % de la population âgée de plus de 5 ans déclare parler anglais à la maison, alors que 4,21 % déclare parler l'espagnol, 3,84 % une langue africaine, 1,84 % le vietnamien, 1,16 % une langue chinoise, 1,03 % l'arabe, 0,61 % une langue hmong et 3,88 % une autre langue.